# ديف سالمونى
ديف سالمونى (بالإنجليزية: Dave Salmoni)‏ (و. 1975  م) هو منتج تلفزيوني، وعالم حيوانات كندي، ولد في سارنيا، أونتاريو.

## التعليم
تعلم في جامعة لورنتيان، وتعلم في Northern Collegiate Institute and Vocational School ‏
.

## وصلات خارجية
- ديف سالمونى في قاعدة بيانات الأفلام على الإنترنت